# 地獄 (2016年電影)
是一部2016年美國動作推理驚悚片，由朗·霍華執導和監製，大衛·柯普撰寫劇本。電影改編自丹·布朗的2013年同名小說，同時也是2009年電影《天使與魔鬼》的續集，故事題材圍繞著中世紀佛羅倫斯詩人但丁相關事物。湯姆·漢克再次飾演主角羅柏·蘭登，其他主演包括菲丽希缇·琼斯、歐馬·希、班·佛斯特和伊凡·卡漢等人。電影2015年4月27日在威尼斯和義大利等地進行開拍，直至2015年7月21日結束拍攝；2016年10月28日在美國上映。

## 剧情
哈佛大學教授罗伯特·兰登（汤姆·汉克斯 饰）在意大利佛罗伦萨一家医院中醒来，他失去了过去數天的记忆，还被地球烤焦的镜像困扰。席耶娜·布鲁克医生（菲丽希缇·琼斯 饰）告诉他，一枚子弹擦过他的大脑，造成失忆。随后，刺客瓦任莎（安娜·乌拉鲁）伪装成警察欲刺杀兰登，她在通往兰登病房的过道杀了一位医生。慌乱中，席耶娜带着兰登逃进她的寓所。
在兰登的随身物品中，兰登和席耶娜找到一枚法拉第激光笔，笔投射出桑德罗·波提切利根据但丁的《地獄》改编的《地狱图》。后来他们才知道这是亿万身家的遗传学家贝特朗·佐布里斯特留下的第一条线索。佐布里斯特认为必须用严格措施抑制人口增长而被武装政府机构追捕，对此他选择自杀。
兰登和席耶娜发现痴迷于但丁的佐布里斯特研制出由他命名的病毒“地狱”，可能会让世界人口减半。与此同时，他们被瓦任莎和世界卫生组织的特工追踪，迫使他们再度逃跑。兰登深入研究但丁作品和历史及佛罗伦萨潜藏的信息，找到指向佛罗伦萨和威尼斯不同地点的字句，另一边厢继续躲避刺客和世卫。一路上，兰登发现自己曾經偷走并藏匿了关键证据「但丁的死亡面具」，这件事他也不记得。
瓦任莎向她的上司、代表佐布里斯特的私人安全公司“星界财团”哈利·西姆斯（伊凡·卡汉 饰）報告追蹤進度。兰登的旧情人伊丽莎白·辛斯基（希德丝·巴比特·科努德森 饰）率领世卫特工要找到病毒。此時西姆斯不顧佐布里斯特生前的交待，提前打開他交給自己的病毒影片，結果西姆斯為影片預示的疫情爆發所震惊，决定联手辛斯基阻止爆发疫情。兰登和席耶娜遇到据称为世卫工作的男子克里斯托弗·布夏（欧马·希 饰），布夏警告称辛斯基想利用病毒一箭双雕，达成自己的利益。三人决定合作，直至兰登揭穿布夏的谎言，指出想用病毒牟利的是布夏，迫使两人再度逃命。
最终，兰登推測病毒藏在伊斯坦布尔的圣索菲亚大教堂。席耶娜此時露出真面目，丟下蘭登自己逃走，原來她是佐布里斯特的女友，她的最終目的是釋放病毒。佐布里斯特和席耶娜以前爱玩寻宝游戏，这条路線的線索是留給她的备用计划，避免佐布里斯特遭遇不测後病毒直接落入世衛或布夏之流的手中。兰登被布夏抓住，隨後被西姆斯救出，西姆斯透露席耶娜在佐布里斯特遇害後曾經雇用自己绑架兰登，使用苯二氮䓬类让兰登失忆，而蘭登醒來時所待的医院是搭建的、醫護都是演員、瓦任莎用空包彈等等，都是為了讓席耶娜取得蘭登的信任、讓蘭登為她解謎。他們與伊莉莎白會合。伊莉莎白要求兰登替她解释法拉第激光笔的图像。
他们在伊斯坦布尔地下水宫殿的水下找到装有病毒的塑料袋。世卫小组跟着兰登、西姆斯和辛斯基追踪并保护塑料袋，同时席耶娜和她的同夥试图引爆炸药炸破袋子，雾化病毒。席耶娜杀害西姆斯后，在兰登面前自杀，试图释放病毒。爆炸虽然将袋子炸破，但袋子已经装入特殊容器，所以病毒被及时锁住。席耶娜同夥最终被特警击毙。后来世卫将病毒带走，兰登回到佛罗伦萨交还但丁死亡面具。

## 演員
| 演員                   | 角色                                               |
| 湯姆·漢克斯            | 羅柏·蘭登（Robert Langdon）                        |
| 菲丽希缇·琼斯          | 席耶娜·布魯克醫生（Dr. Sienna Brooks）             |
| 歐馬·希                | 克里斯·布夏（Christoph Bouchard）                  |
| 班·佛斯特              | 貝特朗·佐布里斯特（Bertrand Zobrist）              |
| 伊凡·卡漢              | 哈利·「教務長」·西姆斯（Harry "The Provost" Sims） |
| 希德斯·巴貝特·克努德森 | 伊莉莎白·辛斯基（Elizabeth Sinskey）               |
| 安娜·烏拉魯            | 瓦任莎（Vayentha）                                 |
| 喬恩·多納休            | 李察（Richard）                                    |

## 製作

### 發展
2013年7月16日，索尼影視娛樂宣布朗·霍華將執導丹·布朗的第四部羅柏·蘭登系列小說，而大衛·柯普則負責撰寫劇本。主要由Imagine Entertainment製作電影，演員湯姆·漢克確認回歸飾演主角羅柏·蘭登。2014年8月26日，索尼公司打算讓導演和劇組於4月在義大利開拍，布萊恩·葛瑟再次與霍華合作擔任監製。
2014年12月2日，菲丽希缇·琼斯在會談加入電影。2015年2月17日，官方透露，瓊斯將飾演席耶娜·布魯克醫生、歐馬·希飾演克里斯·布夏、伊凡·卡漢飾演教務長、希德斯·巴貝特·克努德森飾演世界衛生組織總幹事伊莉莎白·辛斯基。2015年3月10日，班·佛斯特加入飾演一名未知角色。福斯特的角色後透露為貝特朗·佐布里斯特。

### 拍攝
拍攝開始於2015年4月27日在義大利的威尼斯進行，4月底，並繼續於佛羅倫斯拍攝。其他取景地包括了城市的歷史中心。2015年5月2日，第二階段的攝製在佛羅倫薩靠近老橋的一座公寓。2015年5月11日，在佛羅倫薩的附近河流和橋樑取景。截至2015年6月5日，劇組大部分都在匈牙利首都布達佩斯的柯達電影工作室（Korda Studios）拍攝。拍攝工作於2015年7月21日結束。
在外景拍攝的工作代號為「Headache」。

## 發行
2013年7月，索尼將電影排於2015年12月18日上映。但為了避免與《STAR WARS：原力覺醒》競爭，而將日期改至2016年10月14日。

### 評價
爛番茄根據138條評論持有20%的新鮮度，平均得分4.4／10。IMDb則獲得6.2/10的大致好評Metacritic得分44，評價不佳。台灣部分觀眾認為該片片長過短，劇情表現的連貫性不甚理想。但也有許多觀眾認為此片文化性、歷史感極佳，是一部編排、劇本、演員表現相當優秀的電影。

### 票房
在美國，《地獄》有望在其首映週末獲得2500萬至3000萬美元的票房，後降低為1500萬美元。美國首映週末票房收入僅1500萬美元，位居當週票房排名第二，這成為霍華連續第四部在北美票房失利的電影。
在國際市場上，有許多國家提早美國兩週上映；在這些國家的首映週末票房總計4980萬美元。取景地義大利首週開出500萬美元的佳績。其次是德國的440萬美元，並與《海底總動員2：多莉去哪兒？》共同競爭。電影在海外的票房比美國佳。
| 上一届： 《怒火地平線》 | 2016年台北週末票房冠軍 第42週 | 下一届： 《你的名字》 |

## 外部連結
- 互联网电影数据库（IMDb）上《地獄》的资料（英文）
- AllMovie上《地獄》的资料（英文）
- 爛番茄上《地獄》的資料（英文）
- Box Office Mojo上《地獄》的資料（英文）
- Metacritic上《地獄》的資料（英文）
- 開眼電影網上《地獄》的資料（繁體中文）
- 时光网上《地獄》的資料（简体中文）
- 豆瓣电影上《地獄》的資料 （简体中文）